# Munkebo
Munkebo är en tätort i Kerteminde kommun i Region Syddanmark i Danmark. Tätorten har 5 483 invånare (2024). Den ligger på Fyn, cirka 6,5 kilometer väster om Kerteminde. Munkebo var centralort i Munkebo kommun fram till kommunreformen 2007.